# Roommates
Roommates (Brasil: Dupla sem Par / Portugal: Companheiros de Quarto) é um filme norte-americano de 1995, do gênero comédia dramática, dirigido por Peter Yates e estrelado por Peter Falk e D. B. Sweeney.

## Sinopse
Padeiro rabugento, aos setenta e seis anos Rocky Holzcek insiste em adotar seu jovem neto Michael, cujos pais acabam de morrer. Vinte anos depois, Michael, agora estudante de Medicina, é forçado a abrigar seu ainda esperto avô depois que este é despejado do prédio onde residia. Mal humorado e franco, Rocky se dá bem com os colegas chineses do neto, mas não com sua namorada Beth. Michael e Beth se casam, mudam-se e têm filhos, enquanto Rocky, que já ultrapassou os cem anos, continua na lida de fazer pães. Quando uma tragédia cai sobre Michael e as crianças, lá vai Rocky acudi-lo, mas mesmo essa rocha não dura para sempre...

## Principais premiações
| Patrocinador                                  | Prêmio | Categoria                    | Situação |
| --------------------------------------------- | ------ | ---------------------------- | -------- |
| Academia de Artes e Ciências Cinematográficas | Oscar  | Melhor Maquiagem e Penteados | Indicado |

## Elenco
| Ator/Atriz        | Personagem             |
| ----------------- | ---------------------- |
| Peter Falk        | Rocky Holzcek          |
| D. B. Sweeney     | Michael Holzcek        |
| Julianne Moore    | Beth Holzcek           |
| Ellen Burstyn     | Judith                 |
| Jan Rubes         | Bolek Krupa            |
| Joyce Reehling    | Barbara                |
| Ernie Sabella     | Stash                  |
| John Cunningham   | Burt Shook             |
| Lisa Davis        | Betty                  |
| Rohn Thomas       | Kevin                  |
| Noah Fleiss       | Michael aos cinco anos |
| Karl Mackey       | Milan Postevic         |
| Zygmund Szarnicki | Reverendo              |